# Під осінніми зорями
«Під осінніми зорями» — друга збірка віршів українського поета-неокласика Максима Рильського, яка вийшла 1918 року у київському видавництві «Ґрунт».
До першого видання книги увійшли поезії написані у 1911—1918 рр., загалом 156 віршів, які Рильський поділив на п’ять циклів: 
- І. Поема сонця і любові
- II. Беатріче та гетера
- III. Самотня келія
- IV. Під високим небом
- V. З нового зшитку

Збірка мала великий успіх серед читацького загалу та швидко стала бібліографічною рідкістю. Через кілька років, видавши книгу «Синя далечінь» і готуючи «Тринадцяту весну», автор повернувся до ранньої збірки і вирішив її перевидати, але в зміненому вигляді, про що розповів у передмові до другого, переробленого видання книжки «Під осінніми зорями» (К., ДВУ, 1926): 
|  | Готуючи до друку друге видання моєї збірки «Під осінніми зорями», що охоплювала рр. 1911—1918 і яку р. 1918-го класично зле видало вид-во «Ґрунт», я взяв звідти лише частину матеріалу, та й то подекуди мусив дати поправки. Крім того, ввів я до своєї книжки певну кількість ще не друкованих речей, що їх написання припадає на рр. 1918—1922, а також один віршик 1924 р. (Керували мною в цій роботі мотиви переважно артистичні). Певна річ, світогляд «Осінніх зір» (назву одверто у Гамсуна позичено) різниться од мого теперішнього відчування околичних явищ. Але то вже справа читача й критика..., коли вони матимуть охоту переглянути мою книжку. Поділ матеріалу на «цикли» я відкинув, розміщуючи, одначе, вірші в певному психологічному порядку. |

До другого видання збірки «Під осінніми зорями» увійшло 76 віршів. З першого видання Максим Рильський використав менше половини творів — 62 поезії і додав 14 нових.